# Memphis, Michigan
För andra betydelser, se Memphis.
Memphis är en stad i delstaten Michigan i USA. Enligt 2020 års folkräkning hade staden en befolkning på 1 084 invånare
Orten grundades 1835 och namngavs efter Memfis i Egypten.